# Jean-Jacques Sanquer
Pour les articles homonymes, voir Sanquer.
Jean-Jacques Sanquer, né le 29 novembre 1946 à Plougonven (Finistère) et mort le 6 juin 1984 au Mée-sur-Seine, est un coureur cycliste français. Professionnel de 1969 à 1974, il est le frère d'Yvon Sanquer, dirigeant d'équipes cyclistes. 
Il participe à quatre Tours de France, de 1971 à 1974.

## Palmarès
- 1967
  - 2e de Paris-Blancafort
  - 3e du championnat de France des sociétés
- 1968
  - 3e du Tour Nivernais Morvan
  - 3e de Paris-Verneuil
- 1969
  - 3e des Boucles de la Seine
- 1971
  - 2e étape du Tour de Corse

## Résultats sur les grands tours

### Tour de France
4 participations
- 1971 : 54e
- 1972 : abandon (9e étape)
- 1973 : 62e
- 1974 : 68e